# Felipe Campos
Felipe Manuel Jesús Campos Mosqueira (Santiago, Chile, 8 de noviembre de 1993) es un futbolista profesional chileno. Se desempeña como lateral por ambas bandas (o defensa central) en Unión La Calera de la Primera División de Chile. 

## Trayectoria
Comenzó su carrera en las divisiones inferiores de Palestino, en donde logra el título del campeonato sub-19 de 2012.

### Palestino (2012-2016)
Debutó en Primera División con el conjunto árabe el 28 de enero de 2012, en la primera fecha del torneo de Apertura de aquel año, instancia en que Palestino se enfrentó a Universidad Católica y en la que ingresó a los 79' de juego en reemplazo de César Henríquez. Con el correr de los partidos, fue ganando protagonismo en el equipo y, poco a poco, se ganó el puesto de titular por la banda derecha de la zaga durante el Transición 2013 jugando 13 encuentros, tras esto poco a poco iría perdiendo su puesto de titular con Emiliano Astorga logrando jugar solo 9 partidos durante la temporada 2013-2014.

#### Temporada 2014/15
Con Pablo Guede en el banco, volvió a ganar el protagonismo perdido con Astorga en el equipo y, poco a poco, se ganó el puesto de titular por la banda derecha de la zaga bajo la segunda parte de la Temporada 2014-2015.
No sería hasta la quinta fecha que debutó con Guede en el Apertura 2014 en la derrota por 2-0 contra Huachipato y Campos sería titular como volante central hasta el minuto 61' siendo reemplazado por Jorge Guajardo. Los árabes terminarían cuartos el Torneo de Apertura con 31 puntos en 17 fechas, detrás de Colo-Colo, Santiago Wanderers y el campeón la "U" respectivamente, este buen resultado les permitió clasificarse a la Liguilla Pre-Libertadores para pelear un cupo a la Copa Libertadores 2015.
Se enfrentaron en semifinales a Huachipato, la se jugó el 10 de diciembre de 2014 en el CAP Acero con victoria para el visitante por 3-1, Campos ingresó al 90+3' por César Valenzuela, la vuelta se jugó 4 días más tarde en La Cisterna en capital de Chile donde el equipo de Guede goleó por 3-0 clasificándose a la final por un global de 6-1 además asegurándose volver a un torneo internacional luego de 35 años, el Murci ingresó al 71' por Alejandro Márquez.
Jugaron la final de la Liguilla con el subcampeón del Apertura Santiago Wanderers, la ida se jugó el 17 de diciembre en La Cisterna ganando por 3-1 y Campos ingresó al minuto 80' por Leonardo Valencia la «Figura del partido». La vuelta se jugó 4 días más tarde el 21 de diciembre en el Elías Figueroa de Valparaíso donde los árabes golpearían por un contundente 6-1 con goles de Alejandro Contreras, Marcos Riquelme, Renato Ramos, Germán Lanaro y Leonardo Valencia por dos (9-2 global), clasificándose a la Libertadores como Chile 3 y también ganando los 4 partidos en este "mini campeonato", en dicho encuentro Campos fue suplente y no ingresó al campo de juego.
Jugó 13 partidos de 21 posibles por el Apertura, 10 por el campeonato y 3 por la Liguilla, siendo aún jugador reserva pero sumando la no despreciable suma de 754 minutos en cancha.
A nivel internacional debutó el 5 de febrero de 2015 por la Primera Fase ida de la Copa Libertadores 2015, ingresando al minuto 61' por Germán Lanaro ante Nacional de Uruguay en el Estadio Santa Laura, finalmente los árabes ganarían por 1-0 con solitario gol de Diego Rosende volviendo a ganar en el máximo torneo continental tras 36 años, en la vuelta en Uruguay Palestino perdió 1-2 pero se clasificó a la fase de grupos por diferencia de gol, en la vuelta Campos no jugó. Palestino quedó situado en el Grupo 5 con Boca Juniors de Argentina, Montevideo Wanderers de Uruguay y Zamora de Venezuela. Campos debutó en fase de grupos por la segunda fecha en la victoria por 1-0 sobre Zamora en el Estadio La Carolina de Venezuela ingresando al 88' por Renato Ramos, finalmente los árabes quedaron eliminados en fase de grupos en la Copa tras caer en la última por 2-0 ante Boca en La Bombonera, Campos no jugó dicho encuentro, Palestino logró 7 puntos quedando tercero en su grupo a tres del sublíder Montevideo Wanderers. Por la Copa Libertadores de América Campos jugó 2 partidos, ingresando en ambos desde el banco y estando solo 31 minutos en el campo.
En el Torneo de Clausura 2015 los resultados no serían buenos debido a que el equipo terminó 16° de 18° sumando solo 19 puntos en 17 fechas, aunque para Campos sería positivo ya que volvió a ganarse un puesto de titular jugando 11 de 17 partidos (todos de titular) tal como en el Torneo de Transición 2013. Además en la Copa Chile 2014-15 llegarían a la final cayendo con Universidad de Concepción por 3-2 en el Estadio Fiscal de Talca en dicho encuentro el Murci no jugó. Disputó 5 encuentros en la copa nacional.

#### Temporada 2015/16
Para el Apertura 2015 se consolidaría como titular jugando todos los encuentros, esta vez los árabes terminaron cuartos mejorando su presentación anterior logrando 29 puntos en 17 fechas y quedando a solo 5 del campeón Colo-Colo clasificándose a la Liguilla Pre-Sudamericana donde llegarían a la final siendo derrotados por la Católica por un global de 6-3, ganando por 2-1 la ida y cayendo por 4-1 en la vuelta, Campos jugó ambos partidos y completó 19 partidos en el campeonato, registrando 1.586 minutos en cancha.
Tras el fichaje de Pablo Guede a San Lorenzo de Almagro y la llegada de Nicolás Córdova a Palestino seguiría siendo titular como lateral derecho.
Al igual que en el Apertura lograron el cuarto puesto con solo 25 puntos esta vez quedando a solo 4 del campeón Católica, Campos al igual que el torneo anterior jugó los 15 partidos en el campeonato y marcó un gol, anotando el 1-0 parcial en la goleada por 3-0 sobre Universidad de Concepción por la tercera fecha el día 1 de febrero y en la tabla anual los árabes terminaron terceros logrando un cupo a la Copa Sudamericana 2016.
Jugó su último partido con Palestino el 16 de julio de 2016 por la primera fase vuelta de la Copa Chile del mismo año en el triunfo por 1-0 sobre Coquimbo Unido ganando por un global de 7-0 la llave, salió al minuto 61' siendo reemplazado por Jonathan Cisternas.
Sus buenas actuaciones despertaron el interés de los dos clubes más importantes de Chile, Universidad de Chile y Colo-Colo, siendo este último quien se haría con sus servicios a mediados de 2016.
En su paso por los árabes jugó 106 partidos y anotó 3 goles.

### Colo-Colo (2016-presente)
Fue presentado como nuevo jugador del club el 29 de julio de 2016 de cara a la Temporada 2016-17, luciendo la dorsal 28 en su espalda firmando por tres temporadas hasta mediados de 2019.

#### Temporada 2016/17
Debutó oficialmente con la camiseta del cuadro Popular dos días más tarde, siendo titular en la derrota 1-2 de su nuevo equipo ante Unión Española, partido correspondiente a la 1° fecha del Apertura 2016, disputado en el Estadio Monumental, y en el cual sería reemplazado a los 46' por Octavio Rivero.
Tras haber disputado cuatro partidos en aquel torneo, el 11 de septiembre, en el partido que enfrentó a Deportes Antofagasta y Colo-Colo por la 6° fecha del campeonato, el jugador sufre una rotura externa de meniscos en la rodilla izquierda saliendo al minuto 65' por Rivero, motivo por el cual debió ser operado y se perdió el resto del Apertura.
En el Apertura 2016 Campos disputó 4 partidos sumando 260 minutos en cancha y consagrándose campeón de la Copa Chile 2016 con Colo-Colo, aunque no jugó ningún partido.
Luego de cinco meses alejado de las canchas, reaparece el 26 de febrero de 2017 como titular jugando como stopper por derecha debido a las varias bajas en defensa (rara posición para él) en un partido oficial en el duelo correspondiente a la 4° fecha del Clausura 2017, en el empate 2-2 entre Deportes Temuco y Colo-Colo, disputado en el Estadio Germán Becker jugando un buen partido.
Jugó su primer Superclásico el 8 de abril en el Estadio Nacional igualando a dos goles con la Universidad de Chile por la octava fecha de campeonato, jugando de titular como stopper derecho y jugando un buen partido.
Finalmente los albos terminarían segundos en el Torneo de Clausura 2017 luego de cederle el primer puesto a la U en el empate 1-1 ante Antofagasta por la fecha 14, luego de ir liderando gran parte del campeonato. Campos jugó 9 partidos, intercambiando entre stopper derecho e izquierdo, estando 780 minutos en el terreno de juego.

#### Temporada 2017
Debutó en la Temporada 2017 el 23 de julio por la Supercopa de Chile 2017 ante la Universidad Católica en el Estadio Nacional donde los albos golearían por 4-1 con goles de Esteban Paredes, Jorge Valdivia y Jaime Valdés, Campos jugaría como de stopper por izquierda durante todo el partido recibiendo amarilla al minuto 20' tras falta a Diego Vallejos.
El 2 de agosto por la primera fase vuelta de la Copa Chile 2017, Colo-Colo recibía a Deportes La Serena en el Estadio Monumental con la misión de revertir el 1-4 en contra, golearon por 4-0 con gran actuación de Paredes, y Valdés. El 27 de agosto se jugaba el Superclásico 182 por la quinta fecha del Transición 2017 donde los albos golearían por 4-1 a la "U" en el Monumental con gran actuación de Paredes, en el caso de Campos jugaría esta vez como volante por derecha marcando bien a Jean Beausejour, cumpliendo su labor.
El 3 de septiembre por los octavos de final vuelta de la Copa Chile, Colo-Colo quedaría eliminado tras caer 2-0 en la vuelta ante el modesto Deportes Iberia (5-2 global) Campos jugaría como titular saliendo al minuto 25' por Nicolás Orellana por una lesión de lesión que lo dejó entre 2 y 3 semanas fuera de las canchas.
No volvería a jugar hasta el 5 de noviembre dos meses después por la decimosegunda fecha del Transición tras las gran cantidad de expulsiones y bajas, volviendo a jugar en el campeonato dos meses después del Superclásico, en un partido clave por el título los albos golearon por 5-2 en casa con goles de Rivero, Valdés (2), Opazo y Morales alcanzando en la punta a Unión Española a tres fechas del final, tras ese partido no perdería la titularidad y jugaría los tres encuentros restantes ante Everton, Curicó Unido y Universidad de Concepción, este último partido les dio la estrella 32 tras ganar por 3-0 en el CAP con gran actuación del "Pajarito" Valdés.
Jugó 9 encuentros por el Torneo de Transición todos de titular jugando a veces de stopper por derecha, izquierda o volante por derecha. Por la Copa Chile 2017 jugó 3 partidos, además de ver acción en la Supercopa de Chile 2017 ante la Universidad Católica.
También conquistó el Torneo de Transición 2017 y la Supercopa de Chile 2017 con los albos.

## Selección nacional

### Selecciones menores
En enero de 2013 fue nominado por Mario Salas, director técnico de la selección chilena sub-20, para asistir al Sudamericano de la categoría a disputarse en Argentina. Durante el certamen, disputó cinco partidos y consiguió junto a su selección la clasificación al Mundial de la categoría.
Entre junio y julio del mismo año, disputó la Copa Mundial Sub-20 de Turquía, instancia en donde Chile llegó hasta los cuartos de final de la competición, cayendo derrotados por 3-4 contra el combinado de Ghana. Durante la cita mundialista, estuvo presente en los cinco partidos que disputó el equipo chileno.

#### Participaciones en Sudamericanos
| Torneo                      | Sede      | Resultado    | Partidos | Goles |
| --------------------------- | --------- | ------------ | -------- | ----- |
| Sudamericano Sub-20 de 2013 | Argentina | Cuarto lugar | 5        | 0     |

#### Participaciones en Copas del Mundo
| Torneo                      | Sede    | Resultado        | Partidos | Goles |
| --------------------------- | ------- | ---------------- | -------- | ----- |
| Copa Mundial Sub-20 de 2013 | Turquía | Cuartos de final | 5        | 0     |

### Selección adulta
El 20 de marzo de 2016, Juan Antonio Pizzi, entrenador de la selección chilena, incluyó a Felipe en la nómina de siete jugadores del medio local que completó un listado total de 25 nombres con miras a los partidos por las Clasificatorias Mundialistas a disputarse contra Argentina y Venezuela los días 24 y 29 de marzo, respectivamente.
También estuvo presente en la prenómina de la selección adulta para la Copa América Centenario 2016.

## Estadísticas
Actualizado al último partido disputado el 27 de marzo de 2021.
| Club                       | Div.             | Temporada        | Liga  | Liga  | Copas | Copas | Torneos internacionales | Torneos internacionales | Total | Total |
| Club                       | Div.             | Temporada        | Part. | Goles | Part. | Goles | Part.                   | Goles                   | Part. | Goles |
| -------------------------- | ---------------- | ---------------- | ----- | ----- | ----- | ----- | ----------------------- | ----------------------- | ----- | ----- |
| Palestino · Chile          | 1.ª              | 2012             | 7     | 0     | 7     | 1     | —                       | —                       | 14    | 1     |
| Palestino · Chile          | 1.ª              | 2013             | 13    | 0     | —     | —     | —                       | —                       | 13    | 0     |
| Palestino · Chile          | 1.ª              | 2013-14          | 7     | 1     | 2     | 0     | —                       | —                       | 9     | 1     |
| Palestino · Chile          | 1.ª              | 2014-15          | 24    | 0     | 5     | 0     | 2                       | 0                       | 31    | 0     |
| Palestino · Chile          | 1.ª              | 2015-16          | 34    | 1     | 3     | 0     | —                       | —                       | 37    | 1     |
| Palestino · Chile          | 1.ª              | 2016             | —     | —     | 2     | 0     | —                       | —                       | 2     | 0     |
| Palestino · Chile          | Total club       | Total club       | 85    | 2     | 19    | 1     | 2                       | 0                       | 106   | 3     |
| Colo-Colo · Chile          | 1.ª              | 2016-17          | 13    | 0     | —     | —     | —                       | —                       | 13    | 0     |
| Colo-Colo · Chile          | 1.ª              | 2017             | 9     | 0     | 4     | 0     | —                       | —                       | 13    | 0     |
| Colo-Colo · Chile          | 1.ª              | 2018             | 18    | 0     | 2     | 0     | 4                       | 0                       | 24    | 0     |
| Colo-Colo · Chile          | 1.ª              | 2019             | 14    | 0     | 5     | 0     | 2                       | 0                       | 21    | 0     |
| Colo-Colo · Chile          | 1.ª              | 2020             | 21    | 0     | 1     | 0     | 5                       | 0                       | 27    | 0     |
| Colo-Colo · Chile          | 1.ª              | 2021             | 2     | 0     | 1     | 0     | —                       | —                       | 3     | 0     |
| Colo-Colo · Chile          | Total club       | Total club       | 77    | 0     | 13    | 0     | 11                      | 0                       | 101   | 0     |
| Atlético Tucumán Argentina | 1.ª              | 2021             | 0     | 0     | 0     | 0     | 0                       | 0                       | 17    | 0     |
| Atlético Tucumán Argentina | 1.ª              | 2022             | 0     | 0     | 0     | 0     | 0                       | 0                       | 0     | 0     |
| Atlético Tucumán Argentina | Total club       | Total club       | 0     | 0     | 0     | 0     | 0                       | 0                       | 17    | 0     |
| Everton · Chile            | 1.ª              | 2022             | 0     | 0     | 0     | 0     | 0                       | 0                       | 0     | 0     |
| Everton · Chile            | 1.ª              | 2023             | 0     | 0     | 0     | 0     | —                       | —                       | 0     | 0     |
| Everton · Chile            | 1.ª              | 2024             | 0     | 0     | 0     | 0     | —                       | —                       | 0     | 0     |
| Everton · Chile            | Total club       | Total club       | 0     | 0     | 0     | 0     | 0                       | 0                       | 0     | 0     |
| Total en carrera           | Total en carrera | Total en carrera | 162   | 2     | 32    | 1     | 13                      | 0                       | 224   | 3     |
| 1. 2. 3.                   |                  |                  |       |       |       |       |                         |                         |       |       |

## Palmarés

### Campeonatos nacionales
| Título             | Equipo           | País  | Año    |
| ------------------ | ---------------- | ----- | ------ |
| Copa Chile         | C.S.D. Colo-Colo | Chile | 2016   |
| Supercopa de Chile | C.S.D. Colo-Colo | Chile | 2017   |
| Primera División   | C.S.D. Colo-Colo | Chile | 2017-T |
| Supercopa de Chile | C.S.D. Colo-Colo | Chile | 2018   |
| Copa Chile         | C.S.D. Colo-Colo | Chile | 2019   |